# Gelidocalamus longiinternodus
Gelidocalamus longiinternodus är en gräsart som beskrevs av Tai Hui Wen och Sing Chi Chen. Gelidocalamus longiinternodus ingår i släktet Gelidocalamus och familjen gräs. Inga underarter finns listade i Catalogue of Life.